# 731 (число)
Вижте пояснителната страница за други значения на 731.
731 (седемстотин тридесет и едно) е естествено, цяло число, следващо 730 и предхождащо 732.

## Общи сведения
Седемстотин тридесет и едно с арабски цифри се записва „731“, а с римски цифри – „DCCXXXI“. Числото 731 е съставено от три цифри от позиционните бройни системи – 7 (седем), 3 (три) и 1 (едно).

## Математика
- 731 е нечетно число.
- Факторизация е 17 · 43
- В двоична бройна система е 1011011011.
- В осмична бройна система е 1333.
- В шестнадесетична бройна система е 2DB.